# Пуласкі (Нью-Йорк)
Пуласкі (англ. Pulaski) — селище (англ. village) в США, в окрузі Освіго штату Нью-Йорк. Населення — 2186 осіб (2020).

## Географія
Пуласкі розташоване за координатами 43°33′58″ пн. ш. 76°7′28″ зх. д. / 43.56611° пн. ш. 76.12444° зх. д. (43.566205, -76.124530).  За даними Бюро перепису населення США в 2010 році селище мало площу 9,30 км², з яких 9,02 км² — суходіл та 0,27 км² — водойми.

## Демографія
Згідно з переписом 2010 року, у селищі мешкало 2365 осіб у 1048 домогосподарствах у складі 558 родин. Густота населення становила 254 особи/км².  Було 1188 помешкань (128/км²).
Расовий склад населення:
| - 97,3 % — білих - 0,8 % — чорних або афроамериканців - 0,5 % — корінних американців - 0,4 % — азіатів |

До двох чи більше рас належало 0,8 %. Частка іспаномовних становила 1,6 % від усіх жителів.
За віковим діапазоном населення розподілялося таким чином: 22,8 % — особи молодші 18 років, 60,5 % — особи у віці 18—64 років, 16,7 % — особи у віці 65 років та старші. Медіана віку мешканця становила 41,2 року. На 100 осіб жіночої статі у селищі припадало 93,9 чоловіків;  на 100 жінок у віці від 18 років та старших — 92,2 чоловіків також старших 18 років.
Середній дохід на одне домашнє господарство  становив 53 144 долари США (медіана — 45 000), а середній дохід на одну сім'ю — 63 774 долари (медіана — 55 652). Медіана доходів становила 49 000 доларів для чоловіків та 40 809 доларів для жінок. За межею бідності перебувало 20,0 % осіб, у тому числі 33,2 % дітей у віці до 18 років та 13,3 % осіб у віці 65 років та старших.
Цивільне працевлаштоване населення становило 799 осіб. Основні галузі зайнятості: освіта, охорона здоров'я та соціальна допомога — 27,3 %, роздрібна торгівля — 13,3 %, виробництво — 13,3 %.